# 브루클린의 수상 및 후보 목록
다음은 2015년 개봉한 영국, 아일랜드, 캐나다의 로맨틱 드라마 영화 《브루클린》의 수상 및 후보 목록이다. 존 크롤리가 감독하고, 칼럼 토이빈의 동명 소설을 기반으로 닉 혼비가 각본을 썼다. 이 영화는 1951년과 1952년을 배경으로 하는 이 영화는 젊은 아일랜드 여성 에일리스(시얼샤 로넌)이 이민을 온 브루클린에서 운명의 남자를 만나 새롭고 낯선 도시 뉴욕 브루클린에 점차 적응하는 이민 이야기를 다루고 있다. 영화는 2015년 선댄스 영화제에서 초연 되었다. 2015년 11월 6일 폭스 서치라이트 픽처스 배급으로 한정 개봉되었다.

## 수상 및 후보
| 상                                                                        | 부문                                    | 수상자                                                          | 결과 | 출처.         |
| ------------------------------------------------------------------------- | --------------------------------------- | --------------------------------------------------------------- | ---- | ------------- |
| 오스트레일리아 AACTA 어워드(오스트레일리아 영화 텔레비전 예술 아카데미상) | 최우수 여우주연상                       | 시얼샤 로넌                                                     | 후보 | [ 3 ]         |
| AARP's 무비 포 그로운업스 어워드                                          | 최우수 작품상                           | 브루클린                                                        | 후보 | [ 4 ]         |
| AARP's 무비 포 그로운업스 어워드                                          | 최우수 각본상                           | 닉 혼비                                                         | 후보 | [ 4 ]         |
| 미국 아카데미상                                                           | 최우수 여우주연상                       | 시얼샤 로넌                                                     | 후보 | [ 5 ]         |
| 미국 아카데미상                                                           | 최우수 각색상                           | 닉 혼비                                                         | 후보 | [ 5 ]         |
| 미국 아카데미상                                                           | 최우수 작품상                           | 피놀라 드위어, 아만다 포시                                      | 후보 | [ 5 ]         |
| 보스턴 영화 비평가 협회                                                   | 최우수 여우주연상                       | 시얼샤 로넌                                                     | 2위  | [ 6 ]         |
| 영국 아카데미상(BAFTA)                                                    | 최우수 여우주연상                       | 시얼샤 로넌                                                     | 후보 | [ 7 ] [ 8 ]   |
| 영국 아카데미상(BAFTA)                                                    | 최우수 여우조연상                       | 줄리 월터스                                                     | 후보 | [ 7 ] [ 8 ]   |
| 영국 아카데미상(BAFTA)                                                    | 최우수 각색상                           | 닉 혼비                                                         | 후보 | [ 7 ] [ 8 ]   |
| 영국 아카데미상(BAFTA)                                                    | 최우수 영국 영화상                      | 브루클린                                                        | 수상 | [ 7 ] [ 8 ]   |
| 영국 아카데미상(BAFTA)                                                    | 최우수 의상상                           | 오딜 딕스 머록스                                                | 후보 | [ 7 ] [ 8 ]   |
| 영국 아카데미상(BAFTA)                                                    | 최우수 분장상                           | 모르나 퍼거슨, 로렌 글린                                        | 후보 | [ 7 ] [ 8 ]   |
| 영국 독립 영화상(BIFA)                                                    | 최우수 여우주연상                       | 시얼샤 로넌                                                     | 수상 | [ 9 ] [ 10 ]  |
| 영국 독립 영화상(BIFA)                                                    | 최우수 각본상                           | 닉 혼비                                                         | 후보 | [ 9 ] [ 10 ]  |
| 영국 독립 영화상(BIFA)                                                    | 최우수 남우조연상                       | 도널 글리슨                                                     | 후보 | [ 9 ] [ 10 ]  |
| 영국 독립 영화상(BIFA)                                                    | 최우수 여우조연상                       | 줄리 월터스                                                     | 후보 | [ 9 ] [ 10 ]  |
| 영국 독립 영화상(BIFA)                                                    | 최우수 기술 업적상                      | 피오나 웨이어                                                   | 후보 | [ 9 ] [ 10 ]  |
| 카메리마주(Camerimage)                                                    | 골든 프로그                             | 이브 벨랑제                                                     | 후보 | [ 11 ]        |
| 캐나다 스크린 어워드(캐나다 영화 & 텔레비전 아카데미상)                   | 최우수 촬영상                           | 이브 벨랑제                                                     | 수상 | [ 12 ] [ 13 ] |
| 캐나다 스크린 어워드(캐나다 영화 & 텔레비전 아카데미상)                   | 최우수 작품상                           | 브루클린                                                        | 후보 | [ 12 ] [ 13 ] |
| 캐나다 스크린 어워드(캐나다 영화 & 텔레비전 아카데미상)                   | 최우수 음악상                           | 마이클 브룩                                                     | 수상 | [ 12 ] [ 13 ] |
| 미국 캐스팅 협회                                                          | 인디펜던트 드라마부문 최우수 캐스팅상   | 피놀라 드위어, 루시 로비테일, 짐 카나한                         | 후보 | [ 14 ]        |
| 시카고 영화 비평가 협회                                                   | 최우수 여우주연상                       | 시얼샤 로넌                                                     | 후보 | [ 15 ]        |
| 시카고 영화 비평가 협회                                                   | 최우수 각색상                           | 닉 혼비                                                         | 후보 | [ 15 ]        |
| 시카고 영화 비평가 협회                                                   | 최우수 미술상                           | 브루클린                                                        | 후보 | [ 15 ]        |
| 크리틱스 초이스 영화상(미국 방송 영화 비평가 협회상)                      | 최우수 여우주연상                       | 시얼샤 로넌                                                     | 후보 | [ 16 ]        |
| 크리틱스 초이스 영화상(미국 방송 영화 비평가 협회상)                      | 최우수 각색상                           | 닉 혼비                                                         | 후보 | [ 16 ]        |
| 크리틱스 초이스 영화상(미국 방송 영화 비평가 협회상)                      | 최우수 미술상                           | 프랑수아 세갱, 제니퍼 오먼, 루이스 트렘블레이                   | 후보 | [ 16 ]        |
| 크리틱스 초이스 영화상(미국 방송 영화 비평가 협회상)                      | 최우수 의상상                           | 오딜 딕스 머록스                                                | 후보 | [ 16 ]        |
| 크리틱스 초이스 영화상(미국 방송 영화 비평가 협회상)                      | 최우수 작품상                           | 브루클린                                                        | 후보 | [ 16 ]        |
| 의상 감독 조합상                                                          | 시대 영화 부문 최우수상                 | 오딜 딕스 머록스                                                | 후보 | [ 17 ]        |
| 댈러스-포트워스 영화 비평가 협회                                          | 최우수 여우주연상                       | 시얼샤 로넌                                                     | 후보 | [ 18 ]        |
| 댈러스-포트워스 영화 비평가 협회                                          | Top 10 영화상                           | 브루클린                                                        | 수상 | [ 18 ]        |
| 덴버 영화제                                                               | 최우수 묘사 영화부문 피플 초이스상      | 브루클린                                                        | 수상 | [ 19 ]        |
| 디트로이트 영화 비평가 협회                                               | 최우수 여우주연상                       | 시얼샤 로넌                                                     | 수상 | [ 20 ]        |
| 디트로이트 영화 비평가 협회                                               | 최우수 감독상                           | 존 크롤리                                                       | 후보 | [ 20 ]        |
| 디트로이트 영화 비평가 협회                                               | 최우수 작품상                           | 브루클린                                                        | 후보 | [ 20 ]        |
| 디트로이트 영화 비평가 협회                                               | 최우수 각본상                           | 닉 혼비                                                         | 후보 | [ 20 ]        |
| 디트로이트 영화 비평가 협회                                               | 신인상                                  | 에머리 코언                                                     | 후보 | [ 20 ]        |
| 도리안 어워드                                                             | 올해의 연기부문 - 여우주연상            | 시얼샤 로넌                                                     | 후보 | [ 21 ]        |
| 도리안 어워드                                                             | 올해의 영화상                           | 브루클린                                                        | 후보 | [ 21 ]        |
| 더블린 영화 비평가 협회                                                   | 최우수 여우주연상                       | 시얼샤 로넌                                                     | 후보 | [ 22 ]        |
| 더블린 영화 비평가 협회                                                   | 최우수 감독상                           | 존 크롤리                                                       | 후보 | [ 22 ]        |
| 더블린 영화 비평가 협회                                                   | 최우수 아일랜드 영화상                  | 브루클린                                                        | 수상 | [ 22 ]        |
| 이브닝 스탠다드 영국 영화상                                               | 최우수 여우주연상                       | 시얼샤 로넌                                                     | 후보 | [ 23 ] [ 24 ] |
| 이브닝 스탠다드 영국 영화상                                               | 최우수 영화상                           | 브루클린                                                        | 수상 | [ 23 ] [ 24 ] |
| 이브닝 스탠다드 영국 영화상                                               | 최우수 각본상                           | 닉 혼비                                                         | 후보 | [ 23 ] [ 24 ] |
| 골든 글로브상                                                             | 영화 드라마 부문 최우수 여우주연상      | 시얼샤 로넌                                                     | 후보 | [ 25 ]        |
| 골든 트레일러 어워드                                                      | 최우수 해외 로맨스상                    | "Two Worlds" – Lionsgate Films UK and Create Advertising London | 수상 | [ 26 ]        |
| 골든 트레일러 어워드                                                      | 최우수 로맨스 포스터상                  | "Boat" One-Sheet – Fox Searchlight and Ignition                 | 후보 | [ 26 ]        |
| 골든 트레일러 어워드                                                      | 최우수 로맨스 TV 스파상                 | "Looking Review" – Fox Searchlight and Create Advertising Group | 후보 | [ 26 ]        |
| 햄튼 국제 영화제                                                          | 신인 연기상                             | 에머리 코언                                                     | 수상 | [ 27 ]        |
| 할리우드 영화제                                                           | 뉴 할리우드상                           | 시얼샤 로넌                                                     | 수상 | [ 28 ]        |
| 휴스턴 영화 비평가 협회                                                   | 최우수 여우주연상                       | 시얼샤 로넌                                                     | 후보 | [ 29 ]        |
| IFTA 어워드(아일랜드 영화 & 텔레비전 아카데미상)                          | 최우수 여우주연상                       | 시얼샤 로넌                                                     | 수상 | [ 30 ]        |
| IFTA 어워드(아일랜드 영화 & 텔레비전 아카데미상)                          | 최우수 여우조연상                       | 제인 브레넌                                                     | 수상 | [ 30 ]        |
| IFTA 어워드(아일랜드 영화 & 텔레비전 아카데미상)                          | 최우수 감독상                           | 존 크롤리                                                       | 후보 | [ 30 ]        |
| IFTA 어워드(아일랜드 영화 & 텔레비전 아카데미상)                          | 최우수 영화상                           | 브루클린                                                        | 후보 | [ 30 ]        |
| 런던 영화 비평가 협회                                                     | 올해의 여우주연상                       | 시얼샤 로넌                                                     | 후보 | [ 31 ] [ 32 ] |
| 런던 영화 비평가 협회                                                     | 올해의 영국/아일랜드 여우주연상         | 시얼샤 로넌                                                     | 수상 | [ 31 ] [ 32 ] |
| 런던 영화 비평가 협회                                                     | 올해의 영국 작품상                      | 브루클린                                                        | 후보 | [ 31 ] [ 32 ] |
| 런던 영화 비평가 협회                                                     | 올해의 각본상                           | 닉 혼비                                                         | 후보 | [ 31 ] [ 32 ] |
| 로스앤젤레스 영화 비평가 협회                                             | 최우수 여우주연상                       | 시얼샤 로넌                                                     | 2위  | [ 33 ]        |
| 밀 발리 영화제                                                            | 월드 시네마 부문 관객이 좋아하는 골드상 | 브루클린                                                        | 수상 | [ 27 ]        |
| 내셔널 소사이어티 비평가 협회(전미 비평가 협회)                           | 최우수 여우주연상                       | 시얼샤 로넌                                                     | 2위  | [ 34 ]        |
| 뉴욕 영화 비평가 협회                                                     | 최우수 여우주연상                       | 시얼샤 로넌                                                     | 수상 | [ 35 ]        |
| 뉴욕 온라인 영화 비평가 협회                                              | Top 10 영화상                           | 브루클린                                                        | 수상 | [ 36 ]        |
| 온라인 영화 비평가 협회                                                   | 최우수 여우주연상                       | 시얼샤 로넌                                                     | 후보 | [ 37 ]        |
| 온라인 영화 비평가 협회                                                   | 최우수 각색상                           | 닉 혼비                                                         | 후보 | [ 37 ]        |
| 온라인 영화 비평가 협회                                                   | 최우수 작품상                           | 브루클린                                                        | 후보 | [ 37 ]        |
| 팜스프링스 국제 영화제                                                    | 해외 스타상                             | 시얼샤 로넌                                                     | 수상 | [ 38 ]        |
| 미국 제작자 조합상                                                        | 최우수 연극 영화 작품상                 | 피놀라 드위어, 아만다 포시                                      | 후보 | [ 39 ]        |
| 퀘벡 시네마 어워드                                                        | 최우수 미술상                           | 프랑수아 세갱                                                   | 수상 | [ 40 ]        |
| 퀘벡 시네마 어워드                                                        | 최우수 촬영상                           | 이브 벨랑제                                                     | 수상 | [ 40 ]        |
| 샌디에이고 영화 비평가 협회                                               | 최우수 여우주연상                       | 시얼샤 로넌                                                     | 후보 | [ 41 ] [ 42 ] |
| 샌디에이고 영화 비평가 협회                                               | 최우수 각색상                           | 닉 혼비                                                         | 후보 | [ 41 ] [ 42 ] |
| 샌디에이고 영화 비평가 협회                                               | 최우수 촬영상                           | 이브 벨랑제                                                     | 후보 | [ 41 ] [ 42 ] |
| 샌디에이고 영화 비평가 협회                                               | 최우수 감독상                           | 존 크롤리                                                       | 후보 | [ 41 ] [ 42 ] |
| 샌디에이고 영화 비평가 협회                                               | 최우수 작품상                           | 브루클린                                                        | 후보 | [ 41 ] [ 42 ] |
| 샌디에이고 영화 비평가 협회                                               | 최우수 미술상                           | 프랑수아 세갱, 제니퍼 오먼, 루이스 트렘블레이                   | 수상 | [ 41 ] [ 42 ] |
| 샌디에이고 영화 비평가 협회                                               | 신인 아티스트상                         | 에머리 코언                                                     | 후보 | [ 41 ] [ 42 ] |
| 샌프란시스코 영화 비평가 협회                                             | 최우수 여우주연상                       | 시얼샤 로넌                                                     | 수상 | [ 43 ]        |
| 샌프란시스코 영화 비평가 협회                                             | 최우수 각색상                           | 닉 혼비                                                         | 수상 | [ 43 ]        |
| 샌프란시스코 영화 비평가 협회                                             | 최우수 감독상                           | 존 크롤리                                                       | 후보 | [ 43 ]        |
| 샌프란시스코 영화 비평가 협회                                             | 최우수 작품상                           | 브루클린                                                        | 후보 | [ 43 ]        |
| 샌프란시스코 영화 비평가 협회                                             | 최우수 미술상                           | 프랑수아 세갱, 수잔 클로티어                                    | 후보 | [ 43 ]        |
| 샌타바버라 국제 영화제                                                    | 올해의 최우수 연기상                    | 시얼샤 로넌                                                     | 수상 | [ 44 ]        |
| 세인트루이스 게이트웨이 영화 비평가 협회                                  | 최우수 여우주연상                       | 시얼샤 로넌                                                     | 2위  | [ 45 ] [ 46 ] |
| 세인트루이스 게이트웨이 영화 비평가 협회                                  | 최우수 각색상                           | 닉 혼비                                                         | 2위  | [ 45 ] [ 46 ] |
| 세인트루이스 게이트웨이 영화 비평가 협회                                  | 최우수 미술상                           | 프랑수아 세갱                                                   | 2위  | [ 45 ] [ 46 ] |
| 새틀라이트상(국제비평가협회상)                                            | 영화부문 최우수 여우주연상              | 시얼샤 로넌                                                     | 수상 | [ 47 ]        |
| 새틀라이트상(국제비평가협회상)                                            | 최우수 영화상                           | 브루클린                                                        | 후보 | [ 47 ]        |
| 스크린 액터 길드 어워드(미국 배우 조합상)                                 | 영화부문 최우수 여우주연상              | 시얼샤 로넌                                                     | 후보 | [ 48 ]        |
| USC 스크립터 어워드                                                       | 최우수 각색상                           | 칼럼 토이빈, 닉 혼비                                            | 후보 | [ 49 ]        |
| 밴쿠버 영화 비평가 협회                                                   | 최우수 여우주연상                       | 시얼샤 로넌                                                     | 후보 | [ 50 ]        |
| 밴쿠버 국제 영화제                                                        | 로저스 피플 초이스상                    | 브루클린                                                        | 수상 | [ 27 ]        |
| 버지니아 국제 영화제                                                      | 최우수 묘사 영화부문 관객상             | 브루클린                                                        | 수상 | [ 27 ]        |
| 워싱턴 D.C. 아레아 영화 비평가 협회                                       | 최우수 여우주연상                       | 시얼샤 로넌                                                     | 수상 | [ 51 ]        |
| 워싱턴 D.C. 아레아 영화 비평가 협회                                       | 최우수 각색상                           | 닉 혼비                                                         | 후보 | [ 51 ]        |
| 워싱턴 D.C. 아레아 영화 비평가 협회                                       | 최우수 작품상                           | 브루클린                                                        | 후보 | [ 51 ]        |
| 워싱턴 D.C. 아레아 영화 비평가 협회                                       | 최우수 촬영상                           | 이브 벨랑제                                                     | 후보 | [ 51 ]        |
| 워싱턴 D.C. 아레아 영화 비평가 협회                                       | 최우수 음악상                           | 마이클 브룩                                                     | 후보 | [ 51 ]        |
| 워싱턴 D.C. 아레아 영화 비평가 협회                                       | 최우수 미술상                           | 제니퍼 오먼, 루이스 트렘블레이                                  | 후보 | [ 51 ]        |
| 우먼스 이미지 네트워크 어워드                                             | 최우수 여우주연상                       | 시얼샤 로넌                                                     | 후보 | [ 52 ]        |
| 우먼스 이미지 네트워크 어워드                                             | 여성에 관한 영화 제작상                 | 피놀라 드와이어, 어맨다 포지                                    | 후보 | [ 52 ]        |